# Adalbertstraße 100 (München)

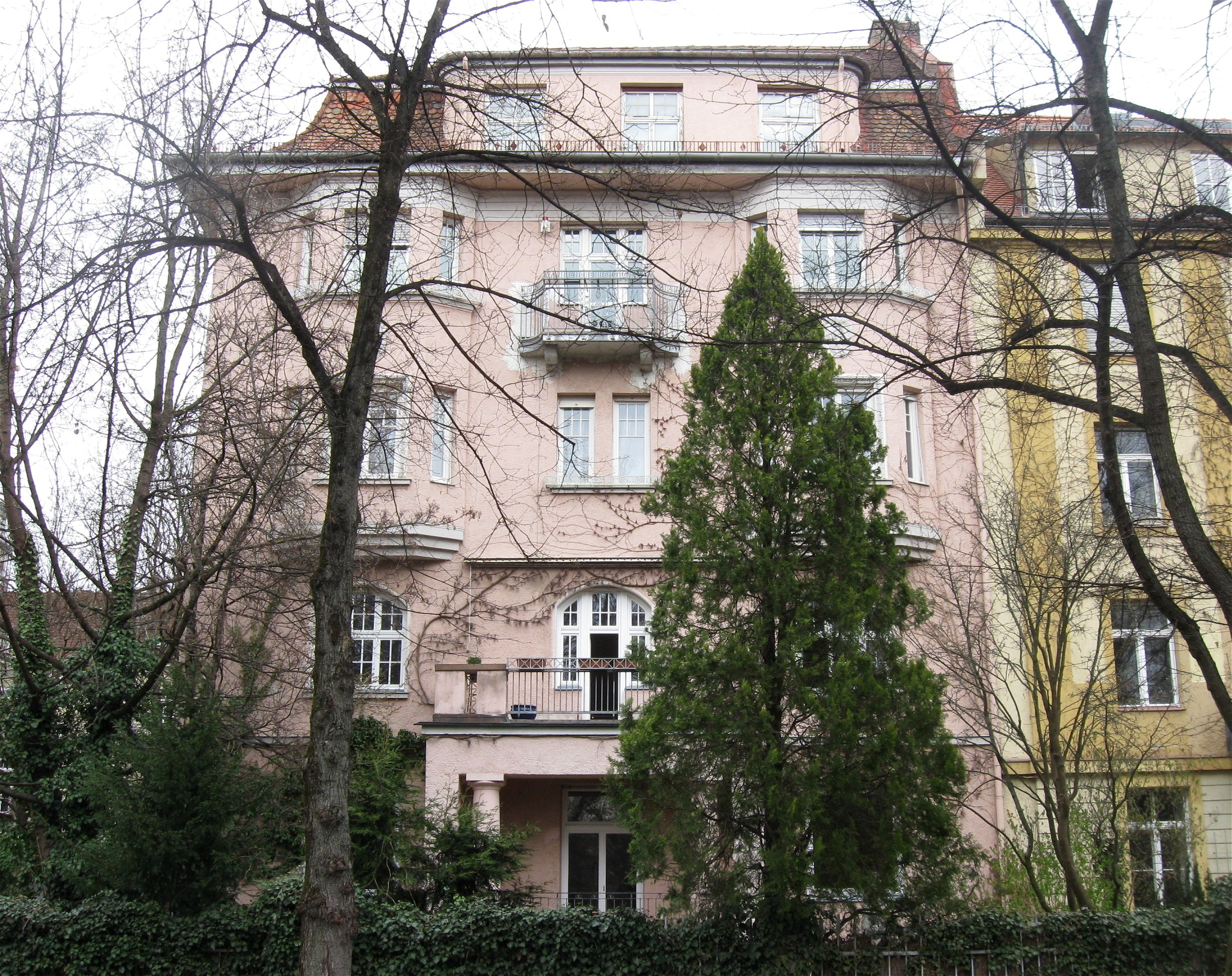
Haus Adalbertstraße 100 in München

Das Gebäude Adalbertstraße 100 im Stadtteil Maxvorstadt der bayerischen Landeshauptstadt München ist ein geschütztes Baudenkmal.

## Beschreibung
Der viergeschossige Eckbau in der Adalbertstraße wurde 1910/11 nach Plänen des Architekten Max Neumann für den Bildhauer Moritz Ungar errichtet, ebenso wie das Mietshaus Adalbertstraße 96. Der Mansardwalmdachbau im klassizisierenden Jugendstil besitzt zwei flache Erker und Balkone. Der Balkon des ersten Obergeschosses wird von zwei eingestellten Säulen getragen. Die Dachwohnung, während des Zweiten Weltkriegs zerstört, entspricht dem ursprünglichen Zustand. Die Einfriedung ist zeitgleich entstanden.